# Raúl Alejandro Padilla Orozco
Raúl Alejandro Padilla Orozco (24 de abril de 1960-) es un empresario y político mexicano, miembro del Partido Acción Nacional, ha sido presidente nacional a la Confederación de Cámaras Nacionales de Comercio (CONCANACO) y es diputado federal.
Es contador público y tiene una maestría en Alta Dirección, como empresario fue miembro de números grupos empresariales, destacando como presidente de la Cámara Nacional de Comercio de Guadalajara de 2001 a 2003 y de la Confederación de Cámaras Nacionales de Comercio, Servicios y Turismo (CONCANACO-SERVYTUR) de 2003 a 2006. Como presidente de la CONCANACO fue miembro de los Consejos de Administración del Instituto Mexicano del Seguro Social, del Instituto del Fondo Nacional de la Vivienda para los Trabajadores y de Nacional Financiera.
En 2006 el PAN lo postuló como diputado Federal plurinominal a la LX Legislatura, legislatura en la cual fue designado presidente de la Comisión de Presupuesto y Cuenta Pública. Ocasionó un escándalo mediático, cuando declaró que el recorte de recursos financieros federales previsto en el presupuesto para 2007 a la Universidad Nacional Autónoma de México era merecido debido a la baja calidad de la institución y las facilidades que se les daban a los alumnos para incrementar sus calificaciones, postura que ha sido ampliamente rechazada, incluso por su propio partido y grupo parlamentario, que lo han reconvenido y obligado a dar una disculpa pública
En 2013 es elegido por el gobernador de Jalisco Aristóteles Sandoval para representar a Casa Jalisco en la Ciudad de México, cargo que desempeñó hasta la conclusión del sexenio (5 de diciembre de 2018).